# Novomirgorod
Novomirgorod (ukr. Новомиргород) je ukrajinski grad i administrativni centar u Kirovogradskoj oblasti, središnja Ukrajina. Nalazi se na rijeci Velikoj Visi i prema popisu stanovništva iz 2005. godine u njemu živi 12.500 ljudi. U sastav Gradskog vijeća Novomirgoroda ulaze i susjedna sela Birzulovo i Likarevo. 
U gradu se nalazi regionalno središte industrije građevinskog materijala te prehrambene industrije. Njegovi pobratimski gradovi su Mecinka u Poljskoj i Srbobran u Srbiji.  

## Povijest grada
Novomirgorod se kao gradsko središte spominje prvi puta 1740. godine na kojemu je bila posebno poznata zaporoška farma Tresyahy. To područje tada intenzivno naseljavaju ukrajinski stanovnici s gotovo svih prostora Ukrajine, posebno iz ukrajinske Poltavske oblasti. 
Godine 1752. Novomirgorod postaje novim administrativnim sjedištem carske Ruske vlade u sklopu vojne regije Nova Srbija. Godine 1773. službeno je stekao status grada u sklopu Ruskog imperija. Godine 1784. grad stječe status vojnog središta, a 1803. postaje županijski grad u sklopu Hersonske gubernije. 